# CD11
CD11 es el componente α, componente de diversas integrinas, especialmente aquellas en los que el β es componente CD18 (β2) y median la adhesión de leucocitos.

## Funciones
Entre las funciones de CD11 se encuentra la inmunofenotipificación de linfocitos T
CD11a, al unirse con CD18 forma integrinas (moléculas de adhesión leucocitaria) que interaccionan con ICAM-1, presente en el endotelio. Estas moléculas de CD11a/CD18 son esenciales para el proceso de migración y activación de muchos leucocitos como los neutrófilos.

## Objetivos terapéuticos
Se está desarrollando un inhibidor de CD11a/CD18 para evitar la extravasación de neutrófilos al tejido lesionado en pacientes con infarto agudo al miocardio con el fin de reducir el daño mediado por las especies reactivas de oxígeno de estas células.